# Сахнов, Семён Павлович
Семён Павлович Сахнов (15 февраля 1900 года, с. Самойловка, Саратовская губерния — 8 марта 1950 года, Уфа) — советский военный деятель, генерал-майор (4 июня 1940 года).

## Начальная биография
Семён Павлович Сахнов родился 15 февраля 1900 года в селе Самойловка, ныне посёлке городского типа, райцентре Саратовской области.

## Военная служба

### Гражданская война
20 июля 1919 года призван в ряды РККА и направлен в кавалерийский дивизион в составе 23-й стрелковой дивизии (Южный фронт), после чего принимал участие в подавлении контрреволюционных восстаний в тылу 9-й армии, а также в боевых действиях против войск под командованием генерала А. И. Деникина на новочеркасском направлении, на реке Маныч и в районе Екатеринодара.
В феврале 1920 года переведён в 99-й железнодорожный отряд, дислоцированный в Балашове.
Летом 1920 года направлен на учёбу на 34-е пулемётные командные курсы в Саратове, а в мае 1921 года переведён в Саратовскую пехотную школу комсостава, курсантом которой принимал участие в ликвидации бандитизма на территории Саратовской губернии.

### Межвоенное время
В сентябре 1922 года по окончании Саратовской пехотной школы комсостава оставлен в ней же командиром взвода. В октябре 1927 года переведён в Саратовскую школу переподготовки комсостава запаса Приволжского военного округа, в составе которой служил на должностях курсового командира и и помощника командира роты.
В 1931 году окончил бронетанковые курсы усовершенствования командного состава в Ленинграде. В апреле того же года назначен на должность командира роты в Саратовской бронетанковой школе.
В феврале 1932 года направлен в 245-й стрелковый полк (82-я стрелковая дивизия), дислоцированный в Свердловске, в составе которого служил на должностях командира батальона, помощника командира и командира полка.
В ноябре 1937 года С. П. Сахнов направлен на учёбу на курсы «Выстрел», которые окончил в августе 1938 года. В октябре того же года назначен на должность командира 71-й стрелковой дивизии имени Кузбасского пролетариата, дислоцированной в Кемерово. В январе 1940 года дивизия была преобразована в 23-ю запасную стрелковую бригаду, а комбриг С. П. Сахнов назначен её командиром.
В марте 1941 года переведён командиром 201-й стрелковой дивизии, дислоцированной в Тюмени, а 12 июня — командиром 56-й стрелковой дивизии, дислоцированной в районах Поречье, Сопоцкин, Свят-Вельки, Гожа, Красное.

### Великая Отечественная война
С началом войны 56-я стрелковая дивизия под командованием генерал-майора С. П. Сахнова в составе 4-го стрелкового корпуса (3-я армия, Западный фронт) вела тяжёлые оборонительные боевые действия в районе Гродно, Лиды, Новогрудки, где 30 июня попала в окружение. 6 сентября С. П. Сахнов во главе группы бойцов вышел из окружения в районе севернее Андреаполя, переодетым в гражданскую одежду, без документов и оружия, после чего в течение трёх месяцев находился на проверке в органах НКВД.
В октябре находился при курсах «Выстрел», затем работал по заданию уполномоченного Государственного комитета обороны генерал-лейтенанта С. А. Калинина в Сибирском военном округе и в декабре 1941 года назначен на должность командира 23-й запасной стрелковой бригады, преобразованной в июле 1944 года в 23-ю запасную стрелковую дивизию. Проделал большую работу по формированию новых воинских подразделений и частей, а также маршевых пополнений для действующей армии.

### Послевоенная карьера
После окончания войны находился на прежней должности.
В октябре 1945 года назначен начальником отдела боевой и физической подготовки штаба Западно-Сибирского военного округа, а в июне 1948 года — на должность начальника военной кафедры Башкирского сельскохозяйственного института.
Генерал-майор Семён Павлович Сахнов умер 8 марта 1950 года в Москве. Похоронен на Введенском кладбище Москвы.

## Воинские звания
- Комбриг (4 ноября 1939 года);
- Генерал-майор (4 июня 1940 года).

## Награды
- Орден Ленина (21 февраля 1945 года);
- Орден Красного Знамени (3 ноября 1944 года);
- Медали.